# Cloudy with a Chance of Meatballs (franquicia)
Cloudy with a Chance of Meatballs es una franquicia de medios producida por Sony Pictures Animation y basada libremente en el libro del mismo nombre por Judi Barrett. Las películas han recibido críticas generalmente positivas de la crítica. La serie ha recaudado $ 517 millones en taquilla.

## Películas

### Cloudy with a Chance of Meatballs (2009)
Cuando Flint Lockwood, un aspirante a inventor, inventa el "FLDSMDFR", una máquina que puede convertir el agua en comida, la crea con la intención de salvar su ciudad natal, una pequeña isla conocida como "Swallow Falls", del destino de tener que comer. Sardinas por el resto de sus vidas. Accidentalmente lo lanza al cielo y conoce al pasante de News Weather, Sam Sparks, un aspirante a meteorólogo. Pronto descubren que la máquina de Flint ahora está provocando que llueva comida, y desde la comodidad de su laboratorio, Flint puede programar la máquina para que llueva cualquier comida que elija. Pero cuando el "Dangomiter" termina en rojo, la comida comienza a crecer, y más grande no siempre es mejor. La tormenta de comida termina cubriendo todo el mundo con comida gigante, y depende de Flint, Sam, Baby Bent, Steve y Manny salvar el mundo.

### Cloudy with a Chance of Meatballs 2 (2013)
Al llegar de regreso a Swallow Falls, notan que un ambiente selvático hecho de comida ha crecido demasiado en la isla. Tim se queda atrás mientras Flint y los demás investigan, encuentran un vasto hábitat de animales comestibles vivos llamados foodimals y conocen a una linda fresa apodada Barry. Tim, que busca sardinas en su tienda de aparejos abandonada, se encuentra con una familia de encurtidos humanoides y se une a ellos pescando. Chester descubre que Flint permitió que sus amigos se unieran a él en la misión, por lo que viaja a la isla con Barb, disgustado y decidido a separarlos, y llega justo a tiempo para salvarlos de un Cheespider. Flint luego encuentra su antiguo laboratorio e inventa un dispositivo para encontrar el FLDSMDFR. Después de escapar de un ataque de Tacodile, Sam se da cuenta de que el animal de comida estaba protegiendo a su familia y comienza a sospechar que Chester no trama nada bueno. Sam intenta convencer a Flint de que perdone a los animales comestibles, pero Flint intenta impresionar a Chester. Sam se marcha enojado, y los otros compañeros de Flint van con ella. En la jungla, Manny confirma las sospechas de Sam cuando invierte el logotipo de Live Corp para revelar "Live" como "Evil" escrito al revés. Además, Sam demuestra que los animales comestibles no significan ningún daño al domar a un Cheespider. También se enteran de que los foodimals habían sabido la verdad sobre Live Corp antes. Al darse cuenta de las intenciones de Chester, el grupo es emboscado por los empleados de Evil Corp.

## Series de televisión

### Cloudy with a Chance of Meatballs (2017-2018)
La serie es una precuela, con los años de escuela secundaria de Flint Lockwood, el científico joven excéntrico en las películas. En sus aventuras, se unirá a Sam Sparks, una nueva chica en la ciudad y el reportero de "wannabe" de la escuela, junto con Tim, Steve el mono de Flint, Manny como director del club audiovisual de la escuela, Earl como un profesor de educación física de la escuela, Brent como un bebé desgastado, y el alcalde Shelbourne, que gana todas las elecciones en la plataforma pro-sardina.
Este show es notable por tener un retcon de los eventos de la primera película. En la película, Flint y Sam se conocieron en su edad adulta, mientras que en la serie de televisión, se conocieron en la escuela secundaria. Sin embargo, en el primer episodio, Flint dice que si Sam se aleja de Swallow Falls, inventará un borrador de memoria.
Bill Hader y Anna Faris no repitieron sus papeles como Flint y Sam; Son en cambio voz de Mark Edwards y Katie Griffin, respectivamente.